# Stăpâna Miriapod
Stapana Miriapod (百足上臈, Mukade Jōrō, in limba romana "Nobila miriapod" sau "Doamna de curte miriapod") este un personaj ficțional din seria anime și manga InuYasha, creată de Rumiko Takahashi și este unul din protagoniștii seriilor InuYasha. Este un demon care este prima data intalnit de Kagome in epoca moderna, atunci cand isi cauta pisica Buyo. Demonul tasneste din fantana aflata in altarul familiei Higurashi si o trage in fantana, transportand-o in Era Feudala.